# Isla de Lobos (Uruguay)
La Isla de Lobos es una pequeña isla del océano Atlántico, ubicada a unos 8 kilómetros al sudeste de Punta del Este, siendo el punto emergido más austral de Uruguay. Administrativamente pertenece al departamento de Maldonado. 
Desde el 2024 la isla integra el Parque Nacional Isla e islote de Lobos y su entorno sumergido, un área marina protegida creada para proteger y conservar las especies que habitan en ella, particularmente el león marino.

## Geografía
Se trata de un afloramiento de rocas que es una continuación de la Cuchilla Grande (oriental), en una zona del océano Atlántico casi inmediata a la desembocadura (límite exterior) del estuario del Río de la Plata. Administrativamente pertenece a la jurisdicción del departamento de Maldonado. Algo al noroeste se encuentra la Isla Gorriti, el segundo punto más meridional de Uruguay.
Tiene una superficie de 41 ha, con 1,2 km de largo y 816 m de ancho. Es una formación rocosa escabrosa, con 26 m de altura en su parte más prominente. Sus orillas forman acantilados con escasas playas de arena y gravilla. Posee manantiales de agua dulce y poca vegetación, principalmente pasto, calagualas y cañaverales. Casi toda su área central constituye una gran meseta cubierta por una fina capa de tierra. A unos 880 m hay un islote de 240 por 160 m.
Fue explotada como colonia lobera hasta 1992 cuando que por ley, amparando la ecología, desde 1991 se prohíbe la faena y la explotación lobera de la isla.

Hoy constituye un Parque Nacional que integra el Sistema Nacional de Áreas Protegidas administrado por el Ministerio de Ambiente de Uruguay.

## Historia

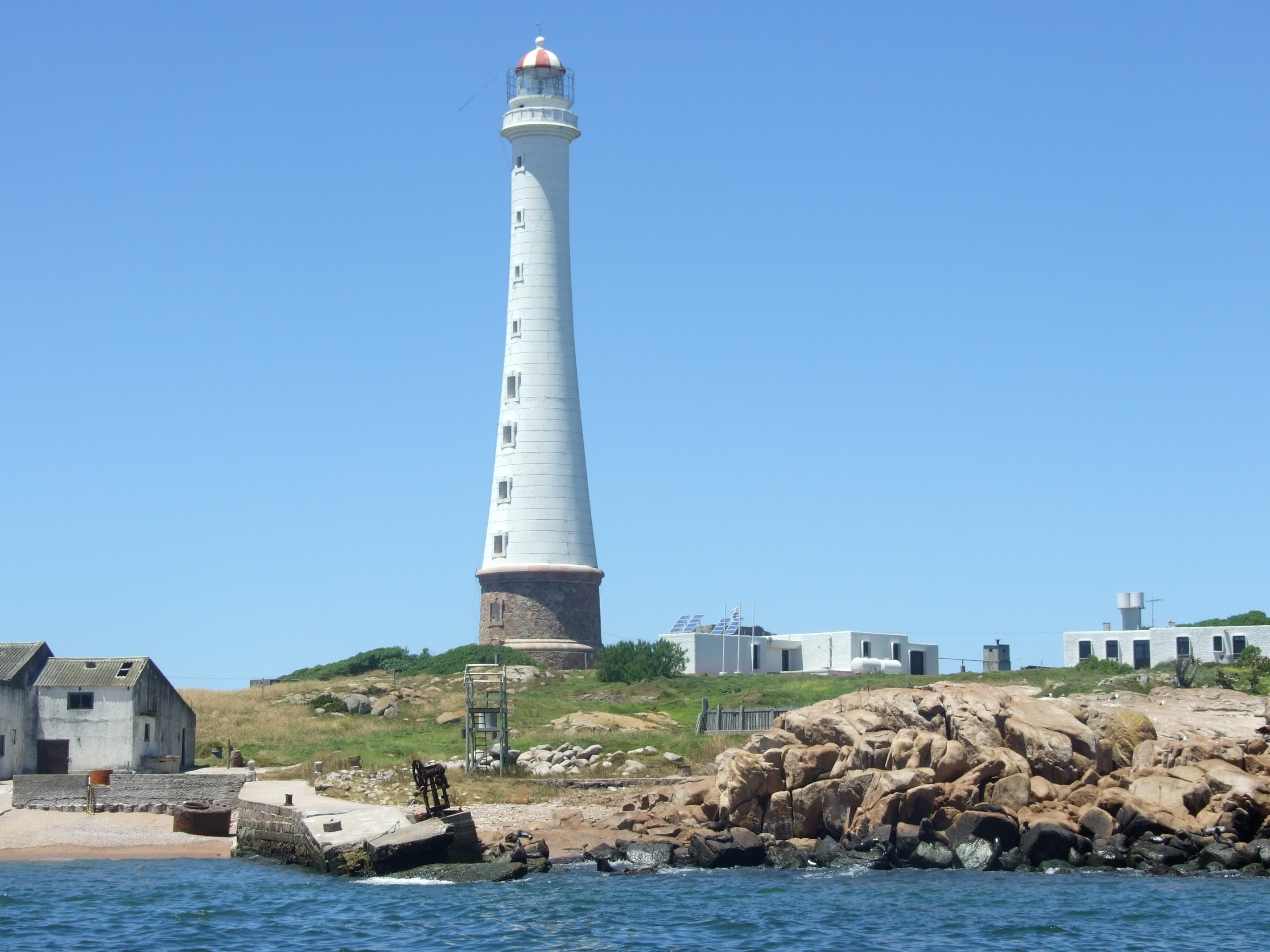
Faro de la isla de Lobos.

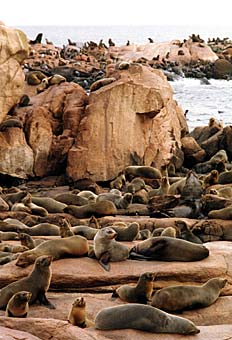
Lobos marinos de dos pelos en 1998.

Fue descubierta por el navegante español Juan Díaz de Solís en 1516 y denominada "San Sebastián de Cádiz". Posteriormente, en 1527, fue visitada por el navegante veneciano Sebastián Gaboto en su expedición al Río de la Plata y al Paraná. En 1528 Diego García de Moguer navegó por la región y la nombró "Isla de los Pargos". En 1599 la isla fue visitada por Laurens Bicker.
En 1858 el gobierno uruguayo erigió un faro en la isla para guiar la navegación de los buques y embarcaciones que ingresan y salen del Río de la Plata, y fue reconstruido en 1906. Con sus 59 m s. n. m. es, a 2014, el tercer faro más alto del mundo y el más alto de América del Sur. Emite un destello cada 5 segundos que se ve a una distancia de 40 km. Desde su balcón exterior, al que se accede previa autorización a través de 240 escalones, se observa una vista panorámica de la isla y la costa de Punta del Este.
En julio de 2001 se convirtió en el primer faro automatizado de Uruguay, contando con energía solar y alta tecnología. Posee una sirena que funciona con aire comprimido como alternativa para los días de niebla cerrada.

## Fauna
La Isla de Lobos es un Parque Nacional debido a que en ella se encuentra la mayor colonia de lobos marinos del hemisferio occidental. Conviven en la isla dos especies: el lobo fino o de dos pelos y el león marino, lobo de un pelo o lobo de peluca. En un relevamiento de 2005 se contabilizaron 1.500 leones y 250.000 lobos marinos. También se pueden encontrar orcas y diferentes tipos de aves.

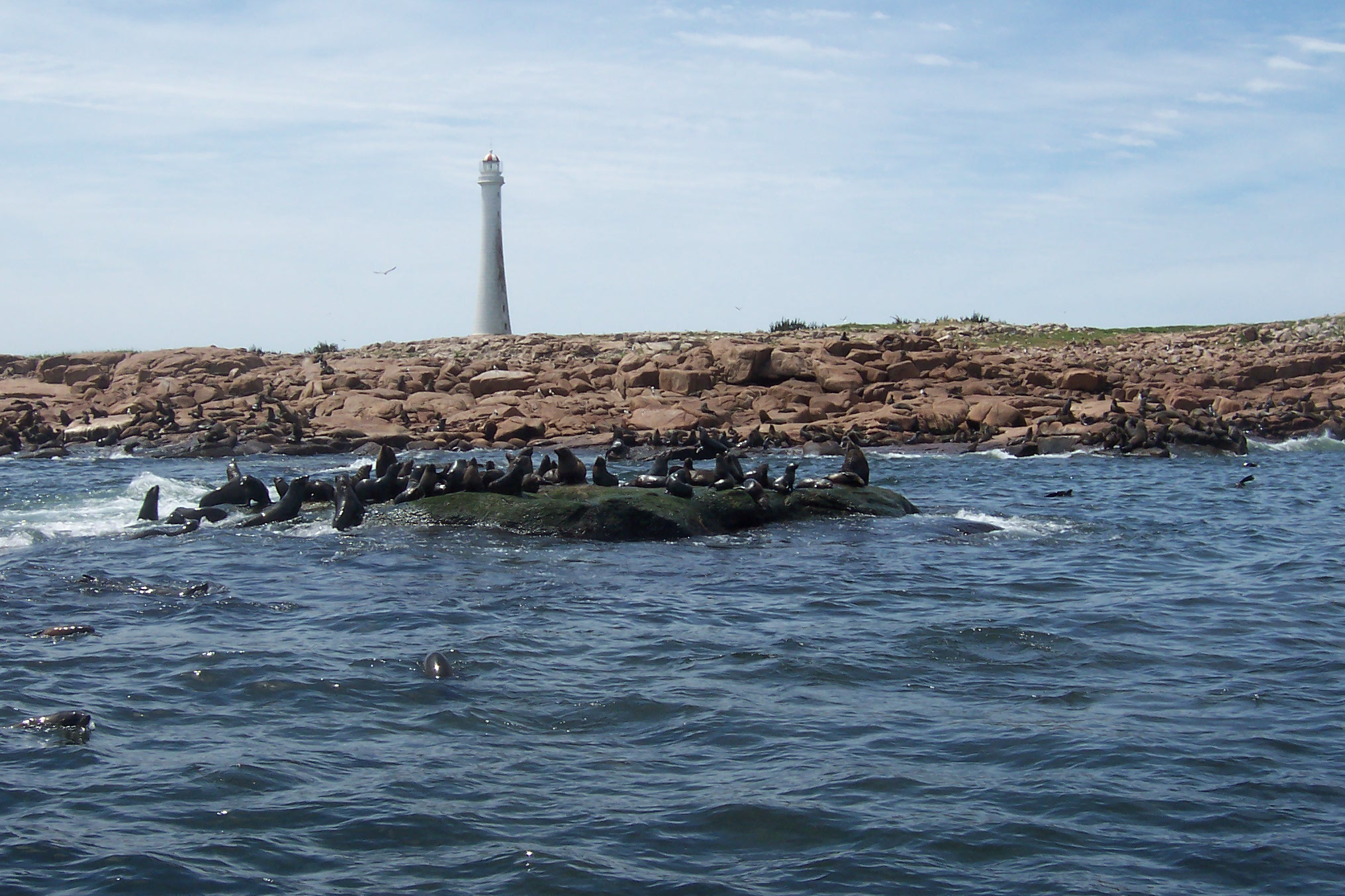
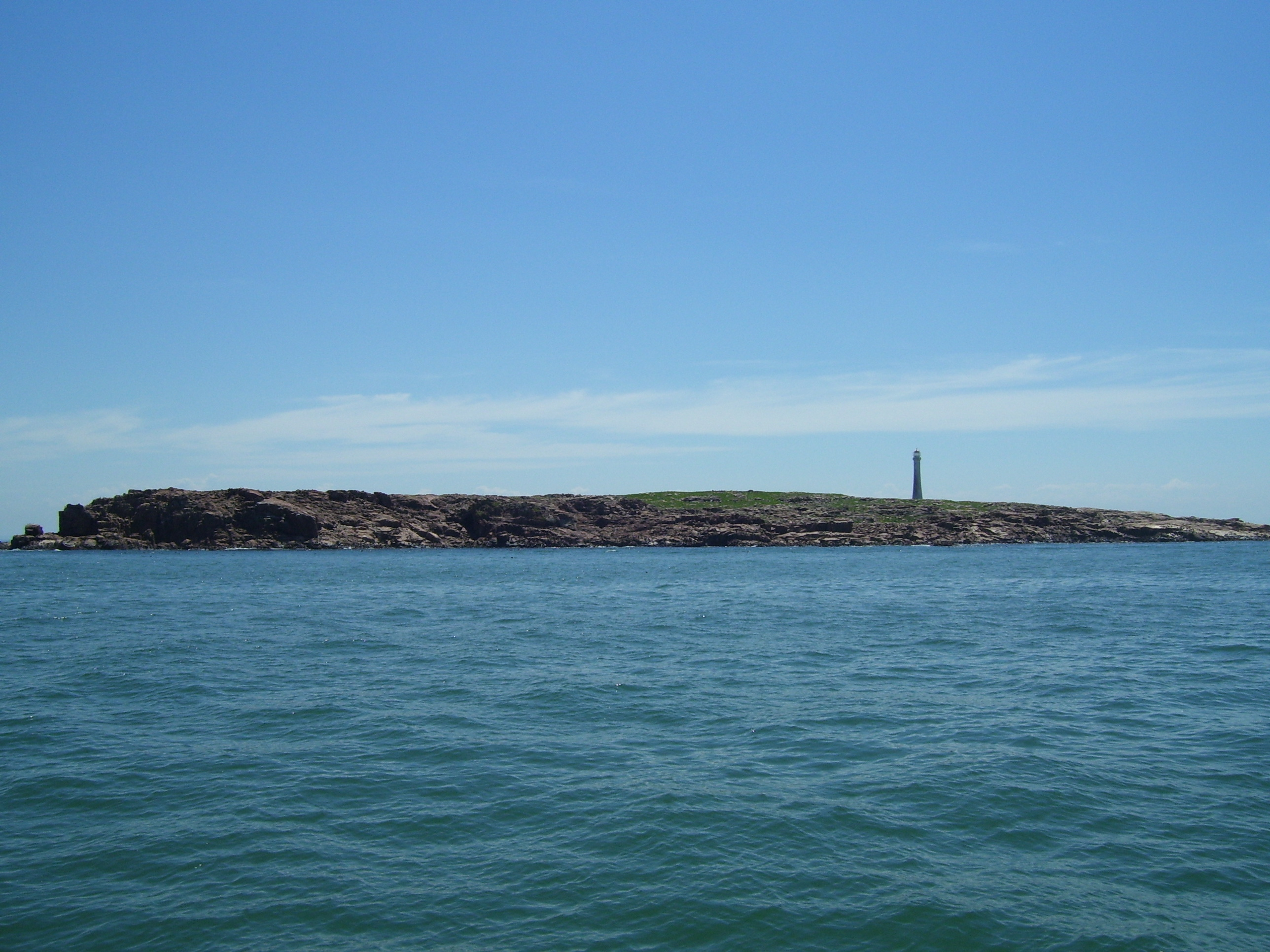
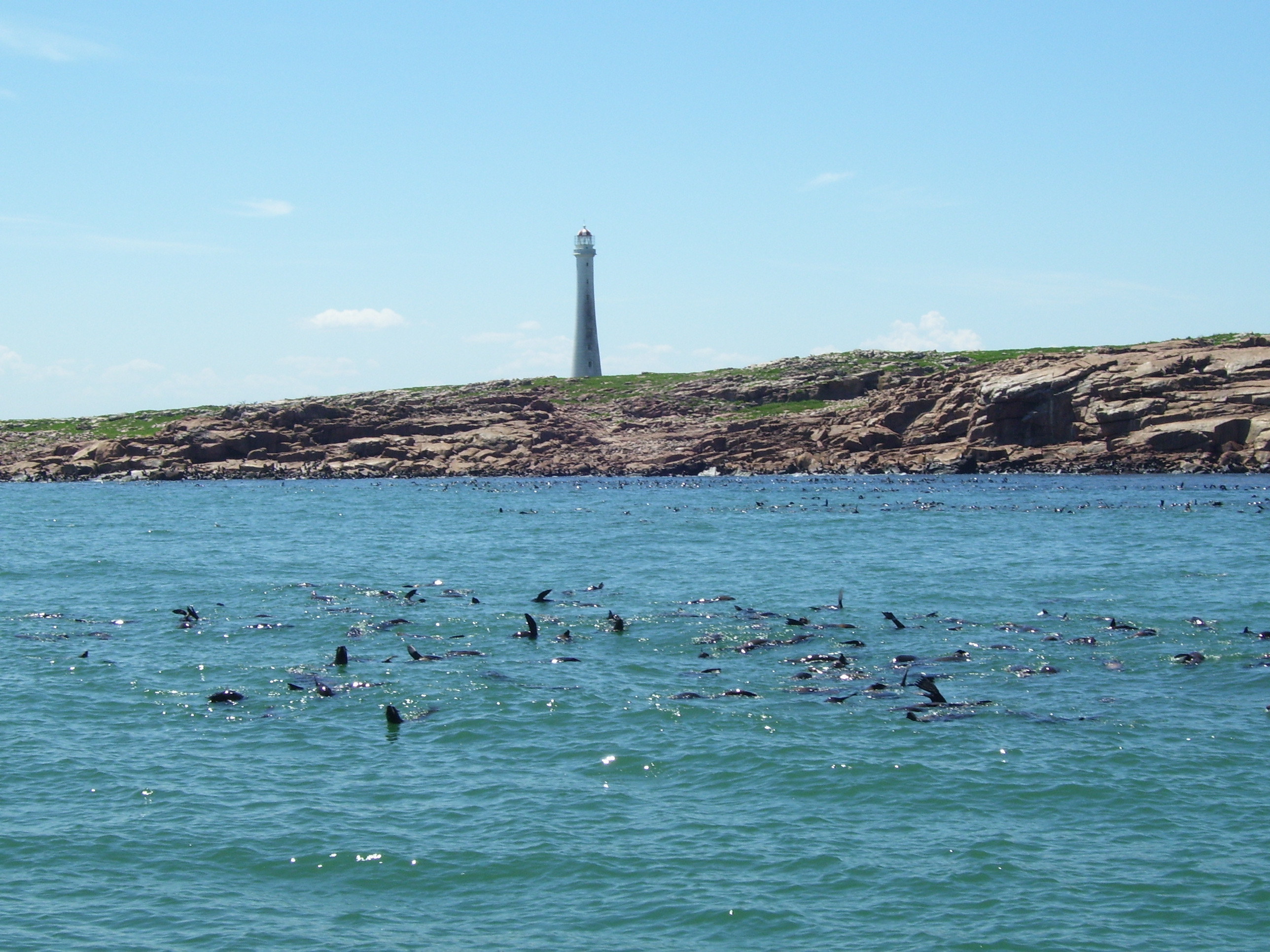